# Como la flor
Singles de Selena
"La Carcacha"
(1992) "Como la Flor"
(1992)
Pistes de Entre a mi mundo
"Que Creias" 1992
Como la flor (en français : « Comme la fleur ») est une chanson enregistrée par la chanteuse américaine Selena pour son troisième album studio Entre a Mi Mundo (1992). Elle a été écrite par A. B. Quintanilla et Pete Astudillo. La chanson a été écrite par A. B. qui a été inspiré par une famille vendant des fleurs en plastique illuminées lors d'un concert à Sacramento, en 1982. Une mélodie contagieuse était restée dans la tête d'A. B. pendant une décennie, jusqu'à ce qu'il sorte de la douche dans une chambre d'hôtel à Bryan, Texas, pour la recréer sur un clavier avec Astudillo. Il a terminé la musique en seulement 20 minutes, tandis qu'Astudillo a mis une autre heure à écrire les paroles. "Como la Flor" est une chanson de cumbia Tejano up-tempo qui mélange des rythmes de cumbia tropicale avec des notes de reggae et de musique pop. Ses paroles décrivent les sentiments d'une protagoniste féminine s'adressant à son ancien amoureux, qui l'a abandonnée pour une autre partenaire. La narratrice est incertaine de sa capacité à aimer à nouveau, tout en souhaitant à son ancien partenaire et à sa nouvelle partenaire le meilleur.
"Como la Flor" a été largement acclamée par les critiques musicaux, qui ont loué la puissante interprétation de Selena des paroles poignantes de la chanson sur le chagrin d'amour et la perte. Aux Premio Lo Nuestro 1993, la chanson a remporté le prix de la chanson régionale mexicaine de l'année. Elle a été nommée pour le titre de Single of the Year aux Tejano Music Awards de 1993, mais a été retirée lors des préliminaires, un mouvement critiqué par le critique musical René Cabrera. La chanson a culminé au numéro six du classement États-Unis Billboard Hot Latin Songs et est devenue l'une des chansons les plus diffusées sur les stations de radio de musique latine au Texas. Après la tournée de presse de Selena à Monterrey, organisée par le directeur musical José Behar, "Como la Flor" a grimpé au numéro trois du classement Grupera Songs du Mexique, marquant sa première grande percée commerciale dans le pays.
À la suite de son inclusion dans la liste de chansons live de Selena, "Como la Flor" a rapidement gagné en popularité et est devenue un élément incontournable de son répertoire de concert, souvent utilisée comme numéro d'ouverture ou de clôture. Pendant ses performances, Selena livrait souvent la chanson dans un tempo lent et mélancolique tout en effectuant un geste de main floreo inspiré du flamenco. Lorsqu'elle passait à la section rythmée, elle s'exclamait "como me duele" ("comme ça me fait mal") tout en se frappant la poitrine, donnant à la chanson une résonance émotionnelle puissante. La présence sur scène de Selena, sa chorégraphie et sa livraison nuancée des thèmes de la chanson sur le chagrin et la résilience ont été saluées par les critiques de musique et les chercheurs, qui ont loué sa capacité à capturer l'essence du chagrin latino dans ses performances. "Como la Flor" était le numéro de clôture de la dernière performance live de Selena à Bryan le 19 mars 1995. Elle a été abattue et tuée le 31 mars. Depuis lors, la chanson est considérée comme la signature et la "marque de commerce" de Selena, servant à la fois d'épitaphe posthume et de chant du cygne. Sa popularité l'a placée parmi ses œuvres les plus célèbres et a consolidé sa position dans le canon musical du Texas.
En 2018, Rolling Stone a nommé "Como la Flor" l'un des meilleurs morceaux de pop latine. Plusieurs artistes ont enregistré des versions de la chanson, notamment Jackie Cruz, Ángela Aguilar et Cristian Castro. Les performances de Selena de l'enregistrement ont été dramatisées par Jennifer Lopez dans le film biographique de Warner Bros. en 1997 et en 2020 par Christian Serratos dans la série de Netflix Selena : La Série. Joe Nick Patoski, écrivain du New York Times, a nommé sa biographie de Selena d'après la chanson. Les critiques contemporaines ont été positives; l'essayiste Ilan Stavans a déclaré que l'émergence de la pop latine aux États-Unis dans les années 1990 était attribuée à la popularité de "Como la Flor". L'universitaire Deborah Parédez a loué Selena pour avoir innovativement fusionné des genres de musique afro-américaine inexplorés dans le genre Tejano, ce qu'elle croit avoir conduit au succès de la chanson. La Recording Industry Association of America (RIAA) a certifié "Como la Flor" 9x Platinum (Latin). La chanson détient actuellement le record du Guinness World Record pour le plus grand nombre de vidéos téléchargées de personnes qui synchronisent leurs lèvres sur une seule chanson en une heure.

## Histoire
La chanson, qui commence par « Yo sé que tienes un nuevo amor, sin embargo te deseo lo mejor » (en français : « Je sais que tu as un nouvel amour, mais je te souhaite le meilleur »), est sortie sur le troisième album studio de Selena, Entre a mi mundo, en mai 1992. Bien que les paroles de la chanson décrivent le point de vue d'une femme au cœur brisé, Selena ne l'a pas écrite. L'auteur est son frère A. B. Quintanilla et son partenaire dans Los Dinos, Pete Astudillo. A. B. raconte qu'il a écrit la chanson en vingt minutes et que, contrairement à ce qui se voit dans le film, où la scène se passe dans le bus, il a eu l'idée sous la douche dans un hôtel à Bryan, au Texas,.
Avec Como la flor, Selena s'est imposée dans le cœur du public mexicain. La chanson a été nommée pour plusieurs prix musicaux et a atteint la sixième place du classement Billboard Hot Latin Tracks,.
La chanson devenue l'air préféré de Selena pour terminer ses concerts. Cette chanson a été son dernier morceau interprété en public avant son assassinat, lors d'un concert à Bryan, au Texas, le 19 mars 1995.

## Dans les hitparades
Le single est entré dans le classement Billboard Hot Latin Tracks et a atteint la sixième place, tandis qu'elle a occupé la neuvième place dans le hitparade Billboard Regional Mexican Songs en 1992. La chanson est devenue la troisième chanson de Selena à être classée. Elle est également la troisième chanson de l'album Entre a mi mundo à figurer dans les charts, après les chansons Buenos Amigos et Amame.
| Hitparade (1992)                      | Meilleure position |
| ------------------------------------- | ------------------ |
| U.S. Billboard Top Latin Songs        | 6                  |
| U.S. Billboard Regional Mexican Songs | 9                  |
| U.S. Billboard Latin Streaming Songs  | 11                 |